# Борбона
Борбо̀на (на италиански: Borbona) е село и община в Централна Италия, провинция Риети, регион Лацио. Разположено е на 760 m надморска височина. Населението на общината е 643 души (към 2010 г.).